# عبد الحفيظ سوفي
ولد الشهيد عبد الحفيظ سوفي في قرية الولجة بولاية خنشلة في الجزائر يوم 5 أكتوبر 1930.
يعتيبر عبد الحفيظ سوفي من أبطال الثورة الجزائرية ومن قيادات الولاية الأولى والتي تعرف بالأوراس، حيث كان رفيقا للشهداء عباس لغرور ومحمود منتوري. بعد أخذ ورد مع جماعة الصومام وهم كبار قادة الثورة الجزائرية بتونس تم إستدعاء القائد عباس لغرور للإستفسار معه عن مقتل شيحاني بشير بعد معركة الجرف، وقد تم إلقاء القبض عليه ونظرا للفراغ الذي تركه إستشهاد قائد الولاية الأولى مصطفى بن بولعيد وغياب غباس لغرور الذي سجن بتونس من طرف جماعة الصومام وعلى رأسهم لخضر بن طوبال وعمار بن عودة ومحمود الشريف، وعند سماعهم بإلقاء القبض على عباس لغرور وعبد القادر العوفي بتونس من طرف الجماعة المذكورة انفا، اتخذت تدابير بين الرفقاء أي المسؤولين المنتمين للولاية الأولى لانعقاد مؤتمر بينهم في الأوراس بالمكان المسمى: وادي الجديدة، قصد دراسة وضعية الولاية الأولى وإعادة هيكلتها بعد الفراغ الذي تركه القادة المذكورون أعلاه وفي شهر أفريل 1957 تم إستدعاء كل القيادات السامية بالولاية الأولى للحضور إلى مركز القيادة بتونس قصد دراسة الخلاف الواقع بين الولاية الأولى وانقلاب مؤتمر الصومام وعند وصولهم مع ممثلي مؤتمر الصومام طلبو بإطلاق صراح عباس لغرور ولكن من دون جدوى، حيث كان الرد من جماعة الصومام باعتقالهم بمساعدة القوات التونسية وتم الزج بهم في سجون تونس وأقيمت لهم محكمة اعتبرت جائرة وكان على رأسها لخضر بن طوبال، وهذه القيادات المحكوم عليهم هم:
عباس لغرور – عبد الحفيظ سوفي – محمود منتوري – عثماني التيجاني – حوحة بلعيد – العيد البوحديجي – الباهي شوشان – لزهر شريط – محمد علي التبسي – عبد المجيد زعروري – الربيعي قرفي – العربي طالب – المسعود جلول – عبد الحي – عبد القادر السوفي – عبد الكريم السوفي.
تم إعدام الشهيد عبد الحفيظ سوفي في تونس عام 1957 رفقة الشهداء: عباس لغرور، محمود منتوري، عثماني التيجاني، الربيعي قرفي، وعبد الكريم سوفي، وعبد الحي ومجموعة كبيرة من رفاق الثورة والجهاد.